# Beatrice
A Beatrice (ejtsd: Beatricse) vagy egyszerűen csak Ricse, (időnként Nagy Feró és a Beatrice vagy Nagyferó és a Beatrice néven is említik) magyar rockegyüttes. 1969-ben alakult lányzenekarként, akik főleg feldolgozásokat játszottak. 1971-ben csatlakozott Nagy Feró a zenekarhoz frontemberként. A következő években teljesen kicserélődött a tagság, 1974-től elkezdtek saját dalokat írni az akkor divatos glam rock stílusban. Folyamatosan próbáltak lemezszerződéshez jutni, ennek érdekében 1976-tól a diszkózene felé orientálódtak.
1977-ben feloszlottak, majd a következő évben Nagy Feró újjáalakította a Beatricét Miklóska Lajos basszusgitárossal, Lugosi László gitárossal, Gidófalvy Attila billentyűssel és Donászy Tibor dobossal, és az AC/DC nyomán újra rockot játszottak. Ekkor születtek olyan mára klasszikussá vált – a mindennapi kilátástalanságot megéneklő – dalaik, mint a Jerikó, a Nagyvárosi farkas, vagy az Angyalföld. A Kádár-korszakbeli kultúrpolitika folyamatosan akadályozta a „kezelhetetlen” zenekart, amely ennek hatására végül 1981-ben feloszlott.
A Beatrice 1987-ben ismét újjáalakult, ekkor már a rendszerváltás légkörében vált sikercsapattá. 1988-ban magánkiadásban végre megjelent első albumuk, az 1991-es Utálom az egész XX. századot című második lemezük pedig 40 héten keresztül szerepelt a Mahasz lemezeladási toplistáján, és az első helyre is feljutott. A lemezről a Beatrice máig legnagyobb slágere a 8 óra munka című dal lett. Országszerte telt házas koncerteket adtak. 1994-re az együttes gyakorlatilag elfogyott: Nagy Feró mellett csak Brúger László gitáros maradt az együttesben. Nagy Feró ezért ismét újjá szervezte a zenekart, és 1994-től hivatalosan is Új Beatrice néven működtek, változó felállással. Az „új” jelzőt a későbbiekben elhagyták, ugyanakkor az utóbbi években gyakran hirdetik a koncerteket „Nagy Feró és a Beatrice” formában. Az együttes 30 éves jubileumát megörökítő, 2010-ben megjelent koncertvideó a Mahasz DVD-listájának 1. helyére került.

## A Beatrice név eredete
Csuka Mónika egy 2017-es interjúban (készítő: Fernbach Erika) árulta el, honnan eredt az együttes neve. Állítása szerint a nevet Novai Gábor énekes, producer és dalszövegíró találta ki:
"– Fernbach Erika: Hogy találtátok ki az együttes nevét?

– Csuka Mónika: Nem mi találtuk ki, ezt Novai Gabi adta. Ő volt a szerelmem Nagy Feró előtt, egy nagyon szép plátói szerelem volt ez. Sokat segített a zenekarnak, rengeteget köszönhetünk neki. Nova megtanított minket sok mindenre, csiszolta a hangszeres tudásunkat, tanácsokat adott, hogy ezt ne így játsszátok, ezt ne úgy. Ő egy csodálatos ember, nem véletlenül lett ekkora sztár.

– Fernbach Erika: Szóval akkor ő nevezte el az első magyar lányzenekart.

– Csuka Mónika: Igen, azt mondta, hogy valami név kéne nektek, amiben a beat szó benne van és még lánynév is. Így jött a Beatrice. A Beatrice tükörfordításban „ütött rizst” jelent, de igazából nekünk csak az számított, hogy benne van a beat szó is, valamint lánynév is. "

## Történet

### A korai Beatrice (1969–1977)
A Beatrice 1969-ben alakult leányzenekarként. Az első felállásban Csuka Mónika (ének, gitár) Nagy Katalin (billentyűsök), Hamar Krisztina (basszusgitár) és Csuka Mária (dobok) vett részt. Egy ideig a később diszkókirálynőként befutott Szűcs Judith is játszott a Beatricében orgonán. Főleg feldolgozásokat játszottak, de 1970-ben például Komár Lászlóval közösen adták elő a kislemezen is megjelent Jóbarátom című dalt, amit Csuka Mária írt.
1970-ben állandó klubjuk lett a kőbányai Telefongyárban. Saját dalokat nem játszottak, feldolgozások voltak repertoáron: Hendrix – Fire, Shocking Blue – Venus, Middle Of The Road – Chirpy Chirpy Chip-Chip, The Equals – Michael And The Slipper Tree (Misi és a fapapucs), I'm A Man (Joe Cocker verziójában).
1971-ben Nagy Feró feleségül vette Csuka Mónikát, és énekesként az év végén az együtteshez csatlakozott. A folyamatos tagcserék következtében a lányok kikoptak a zenekarból. Nagy Kati a Tűzkerékbe igazolt, Csuka Mária a Vadmacskák tagja lett. Bencsik Sándor személyében 1972-ben gitárossal bővült az együttes, majd érkezett Temesvári András basszer, Temesvári Péter dobos, Nagy Károly billentyűs. Bencsik távozása után Gáti Zoltán lett a gitáros.
Nagy Károly távozása után öt taggal, billentyűs nélkül folytatták a koncertezést. Saját számaik abban az időben nem voltak, koncertjeiken többek között Sweet, Mud, Gary Glitter, Suzi Quatro és egyéb, főként a glam rock stílusába tartozó dalokat játszottak. A koncertek egyedülálló hangulatához hozzátartozott Feró egyéni stílusú konferálása és Magyarországon addig ismeretlen, humoros és improvizatív látványelemek alkalmazása.
1974 nyarán több hónapig tartó nagy átalakítás után a Kőbányai Ifjúsági Klubban mutatkozott be az átszervezett Beatrice. Cziránku Sándor lett a gitáros, Barile Pasqualé Temesvári Pétert váltotta a dobok mögött, Temesvári András távozása után Csuka Mónika az ének mellett basszusgitáron is játszott. Ekkortól már főként glam rock stílusban íródott saját szerzeményeiket is játszották a koncertjeiken, elkészültek első demófelvételeik, a Csuka Mónika által énekelt Csak egy szó című dalt a Magyar Rádió is leadta, de lemezen egyik daluk sem jelent meg. A Beatrice 1976. október 10-én az FMH-ban adott koncertjét a Magyar Rádió rögzítette.
1977-re a Beatrice stílust váltott, és a nagyobb ismertség reményében megpróbálkoztak a diszkóval. A Tessék választani! című rádióműsorban szerepeltek a Gyere, kislány, gyere című dalukkal, ami a műsor nyomán megjelent válogatáslemezre is felkerült.
A zenekar gitárosa ekkor Marschalkó Zoltán volt.
Csuka Mónika 1976-tól Herczku Annamária és Szigeti Edit mellett a Mikrolied női vokáltrió tagja lett (illetve később Szánti Judit is csatlakozott a vokálhoz), akik a Beatricével fuzionáltak. Közös nagylemezben gondolkodtak, de a terveket nem sikerült valóra váltani, bár néhány dal és televíziós felvétel készült (A nagynéném; Reszket a Hold; Lámpaláz; Sztráda; Gyáva Ádám), végül a Beatrice feloszlott.

### A „fekete bárány” Beatrice (1978–1981)
1978-ban a Beatrice újjáalakult, és újabb stílusváltás következett. Miklós Tibor szövegíró révén Nagy Feró megismerkedett az AC/DC zenéjével, és a Beatricét is ebbe a bluesalapú rockos irányba kívánta elvinni. Az első felállásban Nagy Feró mellett Gidófalvy Attila billentyűs, Lugosi László gitáros, Miklóska Lajos basszusgitáros és Donászy Tibor dobos szerepeltek. Kezdetben Deep Purple-, AC/DC- és Ramones-feldolgozásokkal léptek fel az Ifjúsági parkban Budapesten, majd sorra készültek a saját dalok is: Jerikó, Motorizált nemzedék, Kifakult sztár, Térden állva, Viszlát, Nagyvárosi farkas, Nem kell. 1978-ban az Ifipark közönségének 4. kedvenc zenekara voltak a P. Mobil, a Piramis és a Mini mögött.

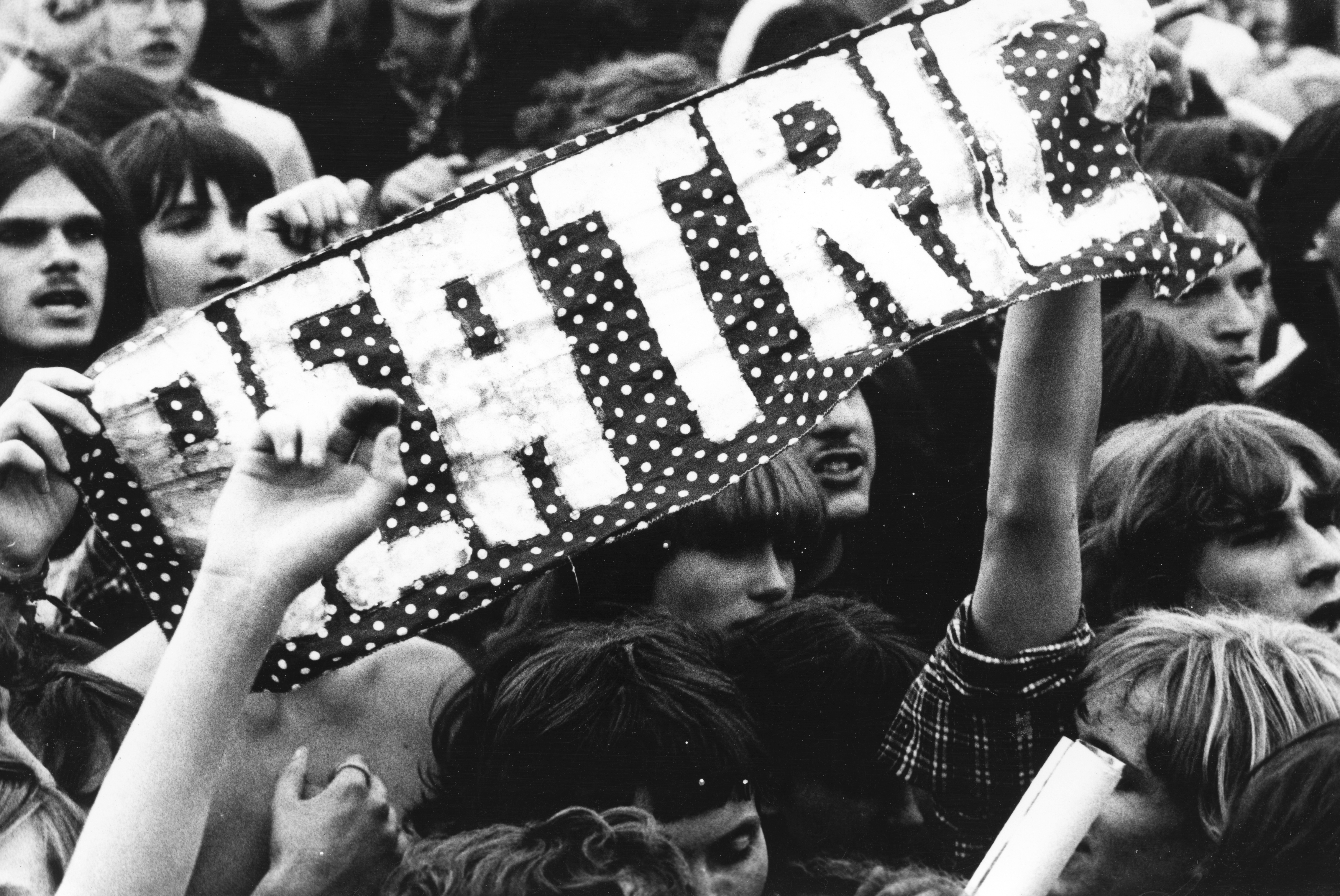
A Beatrice rajongói 1979-ben

Amikor az 1970-es évek végén a punkzene botrányos híre nyugatról eljutott Magyarországra , a kulturális sajtó a Beatricére aggatta rá a pejoratív szándékú punk jelzőt, holott a kemény rockot és bluest játszó zenészek addig nem hallottak az új stílusirányzatról. Miután az egyik Ifjúsági parkban rendezett koncerten a közönségből az egyik lány a színpadra kerülve lázadásképpen egy combcsonttal elégítette ki magát, a zenekart kitiltották az akkoriban létfontosságú helyszínről. Ehhez társultak még különböző fiktív balhék, és ennek eredményeként a fővárosi klubok többségéből is száműzték a Beatricét. A legismertebbé híresztelés szerint az együttes tagjai egy élő csirkét daráltak le az egyik koncertjük alkalmával. Annak ellenére, hogy ez nem történt meg, Erdős Péter tényként jelentette be a Magyar Televízió egyik műsorában. Ezek után a zenekar tudatosan vállalta, hogy ők az „alsó tízezer” véleményét képviselik. A monopolhelyzetű állami médiának köszönhetően a rossz hírük gyorsan terjedt, több megyéből kitiltották őket, az állambiztonsági szervek folyamatosan zaklatták az együttes tagjait, viszont ennek ellenére, vagy éppen ezért, az ismertségük országszerte rohamosan nőtt. Külsőségekben a fekete bőrnadrág, a bőrmellény, a szakadt farmer, illetve a hamar szimbólummá vált jellegzetes, piros alapon fehér pöttyös („babos”) kendő különböztette meg őket és a közönségüket a többi együttestől.
1979 áprilisában Gidófalvy a frissen alakult Karthagóhoz igazolt át, a Beatrice pedig négyesben, billentyűs nélkül folytatta tovább. 1979 nyarán lehetőséget kaptak, hogy egy teljes nagylemeznyi dalt rögzítsenek a Magyar Rádió legendás 6-os stúdiójában. B. Révész László rendező filmet készített a veszélyeztetett fiatalokról, és a Beatrice dalait filmzeneként szerette volna felhasználni. A felvett lemezanyag végül a süllyesztőben végezte, és csak a rendszerváltás után jelenhetett meg, 1993-ban (Megkerült hangszalag: Betiltott dalok, 1979). Ha önálló nagylemezük nem is lehetett, azért itt-ott felbukkantak Beatrice-felvételek. 1980-ban a Minek él az olyan című Fényes–Szenes-szerzeményt adta elő a Beatrice a Rádióban. A Papp László ökölvívóról készült Pofonok völgye című filmben Bródy János szövegével a Mire megy itt a játék című dalt játszották, ami kislemezen is megjelent. A KISZ által kiírt dalpályázatot a Nem nekem tanulsz című saját dalukkal nyerték meg. Júliusban az Omega és az LGT előzenekaraként turnézhattak, és a Kisstadion ’80 című közös koncertlemezen is szerepelhettek. 1980. augusztus 23-án az óbudai Hajógyári szigeten 25 ezer fiatal előtt lépett színpadra a Magyar Hanglemezgyártó Vállalat márkamenedzsere, Erdős Péter által „fekete bárányoknak” kikiáltott három „lázadó” zenekar: a Beatrice, a P. Mobil és a Hobo Blues Band, valamint előzenekarként az A. E. Bizottság. (A trió három nappal később Körmenden megismételte a „Fekete Bárányok” show-t.) 1980 végén a gitáros Lugosi kilépett, hogy csatlakozzon a második lemezére készülő Dinamithoz. A helyére Bogdán Csaba érkezett, majd Vedres József gitárossal és Waszlavik László billentyűssel bővült a felállás – ennek a korszaknak a késői dokumentuma a mintegy 150 percnyi, addig jellemzően kiadatlan anyagot tartalmazó 2013-as kiadású Betiltott dalok II./1981 (Tudományos Rockizmus) című dupla CD.
1981 márciusában a hatalom nyomására a Zenész Szakszervezet elhatárolta magát a zenekartól, így az augusztus 22-i hajógyári szakszervezeti szuperkoncerten, ahol az összes népszerű hazai rockelőadó fellépett, a Beatrice nem kapott felkérést. Válaszul négy nappal később Nagy Feró bejelentette a zenekar feloszlását. Utolsó koncertjüket július 30-án a Nyíregyházi Ifjúsági Parkban adták. Feró és Vedres 1982-ben a basszusgitáros Németh Alajossal, valamint a Dinamitból érkező Németh Gábor dobossal és Szűcs Antal Gábor gitárossal megalapították a Bikinit.

### A népszerű Beatrice (1987–1993)
A Beatrice 1987-es újjáalakulásának voltak már jelei korábban is. 1984. szeptember 22-én meglepetésre az Ifjúsági parkban léptek fel a Bikini után Nagy Feró (ének), Miklóska (ritmusgitár), Lugosi (gitár), Donászy (dobok), Waszlavik (billentyűsök) felállásban, Trunkos András (ex-Rolls Frakció) basszusgitárossal. Aztán 1986-ban már több koncertet is adtak az FMH-ban Zsoldos Tamás basszusgitárossal kiegészülve. 1987 elejétől Kreutz László dobolt a koncerteken az Edda Művekbe belépett Donászy helyén. 1987. május 2-án a Petőfi Csarnokban megtartott koncertjükön jelentették be, hogy a Beatrice hivatalosan is újjáalakult (a Nagy Feró, Miklóska, Lugosi, Waszlavik, Zsoldos, Kreutz felállásban, de Waszlavik hamarosan odébb állt).
1988-ban a lemezkiadás állami monopóliumának megszűnése után a Ring magán lemezkiadóval kötött szerződést a zenekar. Első nagylemezük rögtön dupla album formájában jelent meg Beatrice ’78–’88 címmel. Az első korongon a klasszikus régi Ricse-dalok kaptak helyet, a másodikon pedig az új szerzemények, mint a szinte azonnal slágerré vált Azok a boldog szép napok, vagy a komolyabb hangvételű A kétezredik év felé. A lemezen már Hirlemann Bertalan dobolt.
Az rendszerváltás forgatagában a Beatrice egyszerre népszerű zenekar lett. A tíz évvel korábbi rebellis, ellenzéki attitűd ekkor hozta meg a gyümölcsét. A pörgést Miklóska nem bírta és kivált, majd a ritmusszekció is megújult Zselencz László basszusgitáros és Pálmai Zoltán dobos érkezésével. 1990-ben az állami hanglemezkiadó, a Hungaroton adta ki a többnyire régi Beatrice-dalokból összeállított Gyermekkorunk lexebb dalai lemezt, amiről a mozgalmi nóták egyvelegéből álló Amuri partizánok dala lett nagy sláger. Ezután csatlakozott az együtteshez Miklóska helyén ritmusgitárosként Brúger László.
A sikert látva az MHV korábbi vezetője, Bors Jenő, aki tíz évvel korábban nem volt hajlandó kiadni a Beatrice lemezét, most a frissen alapított Quint kiadó vezetőjeként leszerződtette az együttest, akik az 1991-ben megjelent Utálom az egész XX. századot című lemezükkel értek a karrierjük csúcsára. A kocsmahimnusz 8 óra munka, illetve a Hegyek között és a Pancsoló kislány dalok punk rock feldolgozásaival tarolt a Beatrice. Az album 40 héten keresztül szerepelt a Mahasz lemezeladási toplistáján, és az első helyre is feljutott. 1991. június 28-30. között a szovjet csapatok kivonulásának megünnepléseként rendezték meg az Aurora punk zenekar első albumának nevéről kölcsönzött "Viszlát Iván!" fesztivált, amelynek a városligeti Felvonulási tér (ma Ötvenhatosok tere) mellett az Óbudai-sziget is helyszíne volt. Tíz évvel azután, hogy a szakszervezeti szuperkoncertről kitiltották a Ricsét, itt ők voltak a háromnapos fesztivál egyik főzenekara. November 23-án a Budapest Sportcsarnokban pedig önálló koncerten csináltak telt házat. A sikerszériát 1992-ben az A Beatrice legjobb dalai című koncertlemez zárta le, ami a 3. helyig jutott a Mahasz-listán. Ezután az ős-Beatrice-tag Lugosi László kilépett a zenekarból, és a dobos Pálmai is követte.
A Mahasz-listán szintén harmadik Vidám magyarok albumot a Nagy Feró, Brúger és Zselencz alkotta trió készítette el. 1993-ban Lugosi helyére Vedres Joe érkezett, aki az 1981-es feloszlás előtt már zenélt a Beatricében. A dobos Németh Gábor lett, aki annak idején, a Beatrice 1981-es feloszlása után, a Bikini alapító tagja volt Feróval együtt. 1994-re azonban ismét elfogyott a zenekar, miután előbb Vedres és Németh, majd Zselencz is távozott.

### Új Beatrice (1994–2009)

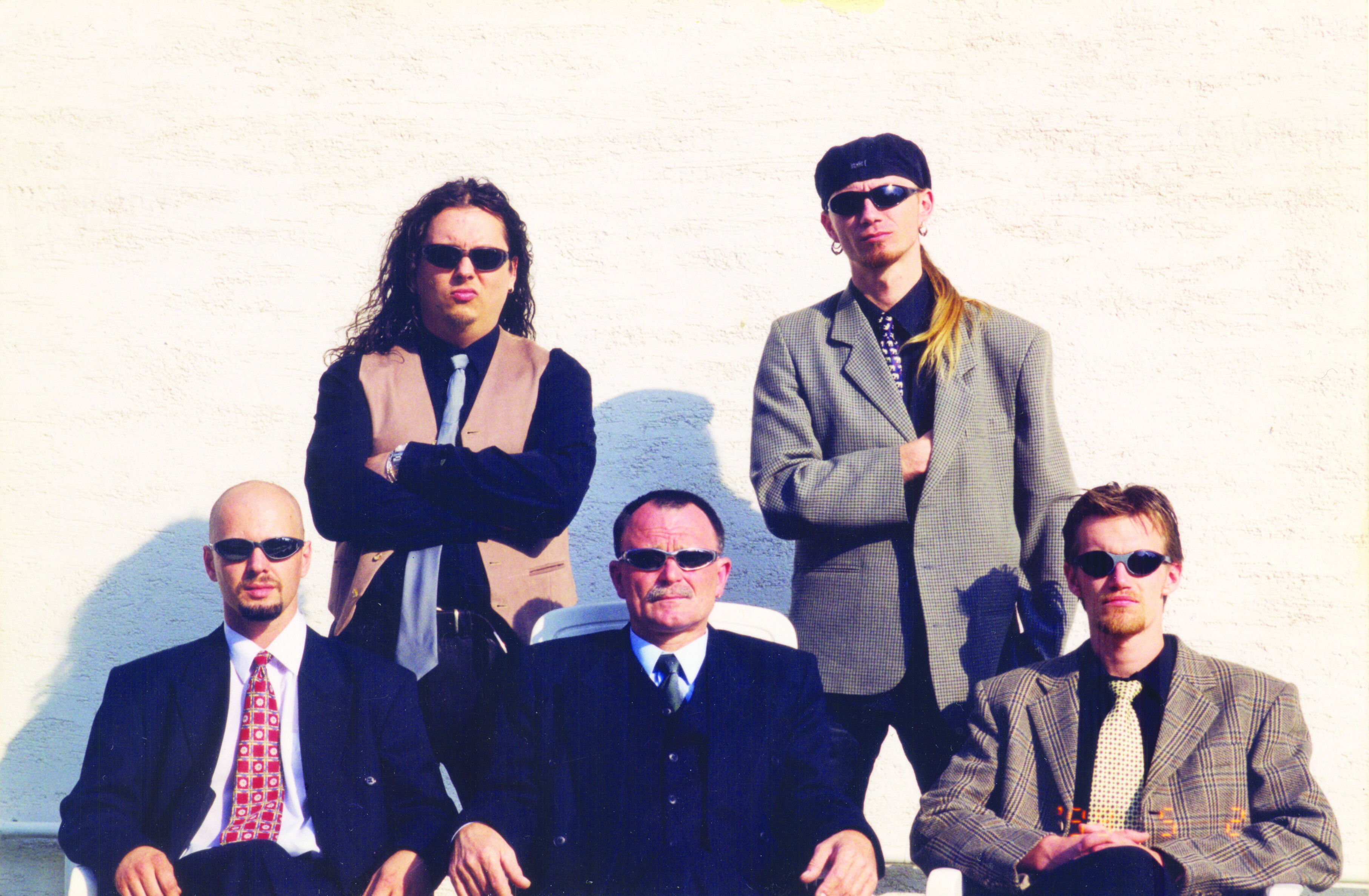
Az 1999-es formáció: elöl: Székely Károly, Nagy Feró, Fülöp István, hátul: Laczik Ferenc, Péter Zsolt

A kilencvenes évek derekán a teljes együttes lecserélődött Nagy Feró körül. A régi veterán zenészek helyére fiatal rockerek kerültek, csak Nagy Feró maradt a régiek közül, illetve újra előkerült Waszlavik „Gazember” László. Heffner Attila basszusgitáros néhány hónap után átadta helyét az Akcióegységből érkező Laczik Ferencnek. 1995-ben a távozót Brúger László követte, helyét két új gitáros foglalta el: Péter Zsolt és Székely Károly (ex-Phobia). Ezzel egy időben Waszlavik is kiszállt, és hivatalosan is megszületett az Új Beatrice (ezen a néven). Az Új Beatrice 1996-ban egy négyszámos demót készített, aminek 13 dalra kibővített változata novemberben CD-n is megjelent Ki viszi át… címmel a Hungaroton kiadásában. A megjelenés idején Nagy Zoltán dobos elhagyta az együttest, őt Fülöp Istvánnal (ex-Phobia) pótolták.
1998-ban egy kétórás koncertvideó jelent meg VHS-en Magyar vagyok címmel, amit az E-klubban rögzítettek február 27-én. Ekkoriban a Petőfi Csarnok sörkertjében is hetente játszott a zenekar. Ugyanebben az évben szeptember 4-én 20 éves jubileumi koncertet tartottak a Petőfi Csarnokban, ahol a Beatrice három korszakának (a ’79–80-as klasszikus Ricse, a ’89–92 közötti sikercsapat, és az éppen aktuális ’98-as) felállása is fellépett. A koncert hanganyaga dupla CD-n került kiadásra a Premier Art gondozásában. 1999 júliusában szintén a Premier Artnál jelent meg a Vakaroma című következő Beatrice-stúdiólemez, amely már szinte semmilyen feltűnést nem keltett. A címadó dal a Macarena című sláger ricsés, punkos változata. Az év során az EMI-Quint újra kiadta CD-n a náluk megjelent régebbi Beatrice-albumokat (Utálom az egész XX. századot, A Beatrice legjobb dalai, Vidám magyarok, Betiltott dalok).
Nagy Feró és a Beatrice a rendszerváltás óta több politikai oldalon is felbukkant (Fidesz, MDF). Az ezredforduló környékén a MIÉP és a Hatvannégy Vármegye Ifjúsági Mozgalom rendezvényein (például a Nemzeti Dal Ünnepe, Magyar Sziget), illetve motorostalálkozókon léptek fel rendszeresen a nemzetirock-együttesek társaságában. 2000-től Nagy Feró a radikális hangvételű Pannon Rádió zenei főszerkesztője lett.
Hat év után az Új Beatrice addig stabil felállása megbomlott. 2002-ben Fülöp István dobos távozott, akit Hirlemann Bertalan váltott. Hirlemann már 1988-ban is tagja volt az együttesnek, továbbá a 2002-ben Nagy Feró neve alatt megjelent Európai show illúzió című albumon is ő dobolt (a szintén ricsés Laczik Ferenc basszusgitáros és Péter Zsolt gitáros mellett). 2003-ban a gitárosok, Péter és Székely is távoztak az együttesből, így visszatért Vedres Joe és egy ifjú gitáros, Magasvári Viktor csatlakozott még. Ez a felállás egészen 2010-ig együtt maradt. 2008. október 18-án a 30 éves jubileumát ünnepelte a Beatrice a Petőfi Csarnokban. Az eseményről megjelent koncertvideó a Mahasz DVD-listájának 1. helyére került.

### A negyedik évtized (2010-2019)

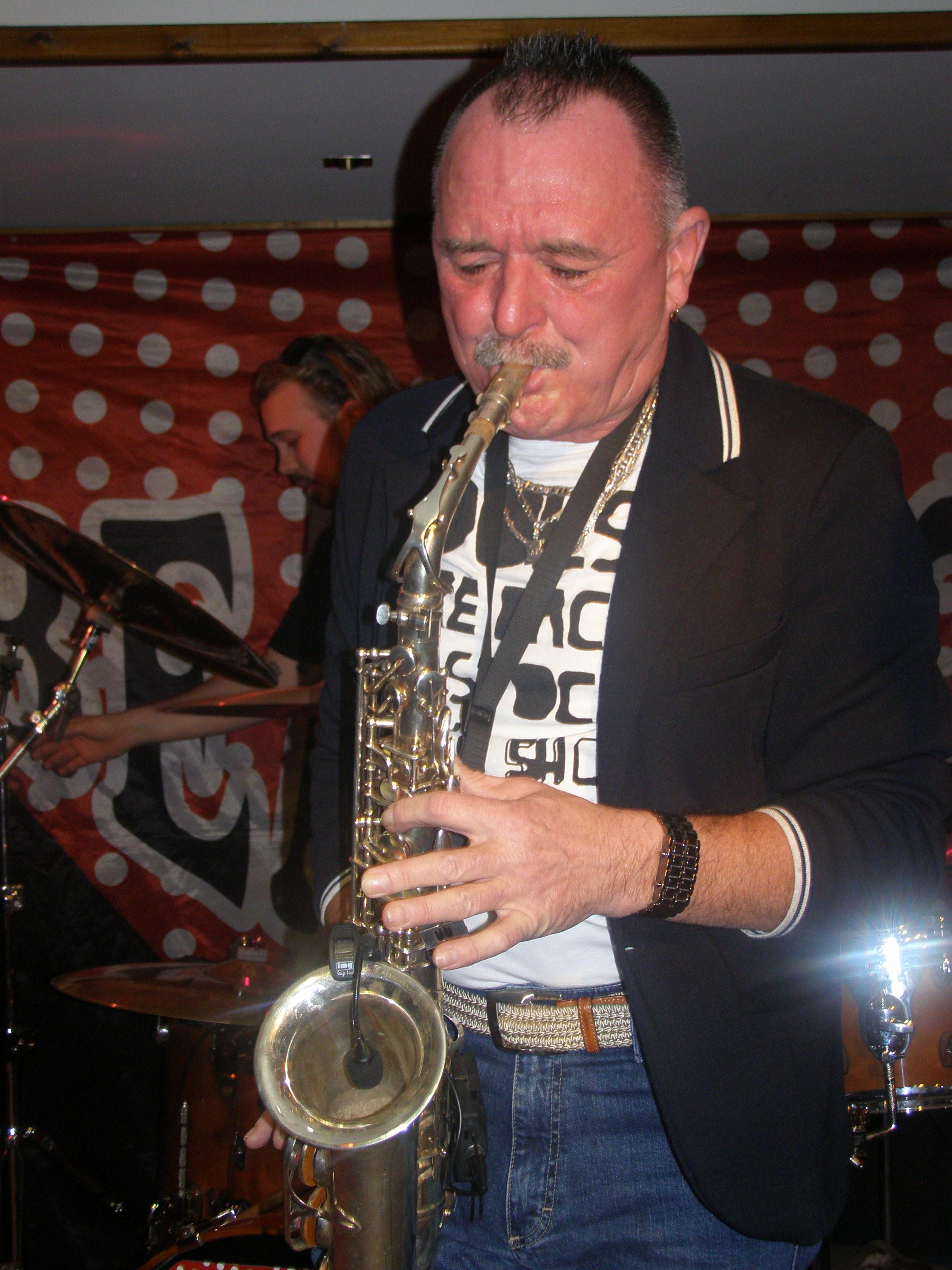
Egy 2012-es koncerten

2010 elején Nagy Feró bejelentette a zenekar átszervezését: Vedres Joe és Hirleman Bertalan távoztak; utóbbi helyére Nagy Feró fia, az addig állandó vendégként fellépő Nagy Hunor Attila került. A megfiatalított Beatrice új stúdióalbum készítésébe kezdett, melyről két dal már be is került a koncertek műsorába. 2010. július 31-én az MTV Icon műsor keretében kortárs zenekarok és előadók értelmezték újra a Beatrice dalait, tisztelegve a zenekar munkássága előtt. 2011 márciusában megkezdődtek az új lemez felvételei, és két hónappal később megjelent a Vidámság és rock & roll című album. 2011 végén a Collective Art kiadásában CD-n is megjelent az 1988-as dupla Beatrice-album.
A zenekar 2013. március 16-án ünnepelte 35. születésnapját a Petőfi Csarnokban. Ezt az évet és 2014-et is folyamatos koncertezéssel töltötte a Beatrice. Nem csak Magyarországon, de a szomszédos országokban is többször játszottak. Az együttes az 1970-es évektől kezdve fellép a magyar könnyűzenei élet egyik meghatározó helyszínén, a Tabánban. A Tabán Fesztiválon 2015. május 1-jén a Beatrice mellett Takáts Tamás, Török Ádám és az Új Mini, a Mobilmánia és az Edda lépett a színpadra.
2015. október 6-án gégerák következtében, 64 éves korában elhunyt Lugosi László, a klasszikus felállás gitárosa.
2016 augusztusában új gitáros csatlakozott a zenekarhoz Tari Botond személyében, aki már 2013 óta technikusként dolgozott a csapattal. Augusztusban, majd októberben egy-egy új dalt publikált a zenekar (Fáj a szívem! és Lúzer). 2017 novemberében mutatták be a budapesti Új Színházban a Ricse, Ricse, Beatrice című rockmusicalt, amely a zenekar és Nagy Feró történetét dolgozza fel. A Bozsogi János rendezte darabban személyesen az együttes is közreműködik, ők maguk adják elő a musicalben szereplő ikonikus Beatrice-dalokat.
2018 elején Magasvári Viktor helyét Kékkői Zalán vette át, de a zenekar nyilatkozata szerint Magasvári Viktort a Beatrice „örökös tagjának” tekintik. Február közepén kiadták Az első 40 év – Live! című koncertalbumot, amit az előző év novemberében rögzítettek a Barba Negra klubban. 2018. április 7-én a Beatrice már az Arénában tartott nagyszabású koncerttel ünnepelte a zenekar 40 éves fennállását. A műsor blokkjaiban felidézték a Beatrice és Nagy Feró életművének különböző korszakait. A koncertet Miklóska Lajos köszöntőbeszéde nyitotta, később pedig több vendég is fellépett: a régi Beatricéből Gidófalvy Attila és Donászy Tibor, az előző gitáros Magasvári Viktor, valamint Pásztor Anna, Wahorn András, Mező Mihály, Varga Miklós, Kalapács József. A zenekart egyes dalokban fúvós szekció és női vokalistaduó is kiegészítette. 2019. május 1-jén megjelent a jubileumi koncertet megörökítő DVD és dupla CD Beatrice 40: Aréna koncert címmel.

### Napjainkban (2020-tól)
2020. március végén a Covid19-pandémia ihlette Szóljon a rock, de maradj otthon dallal és videoklipjével jelentkezett a Beatrice. A többi koncertező együtteshez hasonlóan a járványügyi korlátozások miatt a Beatrice is kénytelen volt lemondani a tavaszi-nyári hónapokra leszervezett fellépéseit. A két évvel korábban kiadott Az első 40 év – Live! koncertalbum 2020-ban aranylemez minősítést kapott.
2024-ben Nagy Feró zenésztársai sorra kiléptek a zenekarból: év elején a fia, Nagy Hunor és Kékkői Zalán jelentette be a távozását, majd októberben hasonlóan tett Laczik Fecó közel harminc év tagság után, valamint Tari Botond. A megjelent nyilatkozatok alapján folyamatban van a zenekar újjászervezése, az új tagok közül Szpuszenik Richárd dobos és Csillag Endre gitáros személye vált ismertté.  Basszusgitáron Móritz Norbert, a Hooligans egykori tagja játszik. December 6-án jelent meg Nagy Feró és Csillag Endre közös lemeze, A Beatrice legendája, ami hivatalosan nem Beatrice nagylemez.

## Elismerések
- Transilvanian Music Awards – Különdíj (2013)[47]

## A Beatrice mellékágai

### (Ős-)Bikini
A Beatrice 1981-es feloszlása után Nagy Feró és Vedres József az ugyancsak megszűnt Dinamit három tagjával 1982-ben megalakították a Bikinit. A dobos Németh Gábor volt, aki később egy rövid időre a Beatricének is tagja lett. Újhullámos punk-rock szerű zenét játszottak, koncertjeiken elhangzottak Beatrice-dalok is. Két nagylemezt követően Nagy Feró kiszállt, utódja D. Nagy Lajos lett. Az együttes zenéjében a váltás jelentős megújulást eredményezett, a Feró-féle időszak utólag az Ős-Bikini jelzőt kapta.
1999-ben az Ős-Bikini egy koncertre összeállt, azóta alkalmi jelleggel működik. Németh Alajos (az egyetlen alapító tag, aki máig a Bikiniben játszik) csak ritkán vesz részt ezeken a koncerteken, többnyire Laczik Fecó helyettesíti, de 2019-ben a Várkert Bazárban a teljes eredeti felállás játszott. A Beatrice-koncerteken időnként szintén eljátszanak egy-két Ős-Bikini-dalt is.
Nagy Feró a D. Nagy-féle Bikini munkájában szövegíróként vett részt. Szerzeményei közé tartozik a Mielőtt elmegyek, amely jelenleg Beatrice-koncerteken is műsoron van, illetve felkerült az új albumra is.

### A Kuroshio együttes
A Kuroshio a Beatricéből egészségi problémák miatt 1988 végén kivált Miklóska Lajos (énekes és basszusgitáros) és az ugyancsak egy ideig (de később) Beatrice-gitáros Brúger László zenekara volt, a doboknál Zsidel Miklós ült (aki később a Rés, a Trottel és a Karabély dobosa). Az együttes egy-két évig működött, és néhány koncertet adott, amelyek közül kevés bootlegfelvételeken fennmaradt.

## Tagok
Jelenlegi felállás
- Nagy Feró – ének (1971–1981, 1987-től napjainkig)
- Csillag Endre – gitár (2024–)
- Móritz Norbert – basszusgitár (2024–)
- Szpuszenik Richárd – dob, ütőhangszerek (2024–)

Klasszikus („Fekete Bárány”) felállás (1978–1980)
- Nagy Feró – ének
- Lugosi László – gitár
- Miklóska Lajos – basszusgitár
- Donászy Tibor – dob, ütőhangszerek
- Gidófalvy Attila – billentyűs hangszerek (1979-ig)

Legsikeresebb felállás (1989–1992)
- Nagy Feró – ének
- Lugosi László – gitár
- Zselencz László – basszusgitár
- Pálmai Zoltán – dob, ütőhangszerek
- Brúger László – gitár (1991-től)

## Diszkográfia
Stúdióalbumok
- Beatrice '78–'88 (1988) – dupla album
- Gyermekkorunk lexebb dalai (1990)
- Utálom az egész XX. századot (1991)
- Vidám magyarok (1992)
- Betiltott dalok ("Megkerült hangszalag", 1979) (1993)
- Ki viszi át… (1996)
- Vakaroma (1999)
- Vidámság és rock & roll (2011)

Koncertfelvételek
- Kisstadion ’80 (1980) – Beatrice–LGT–Omega közös album
- A Beatrice legjobb dalai (1992)
- 20 éves jubileumi koncert (1998)
- Betiltott dalok II./1981 – Tudományos Rockizmus (2013) – dupla CD, 1981-es nemhivatalos felvételekből összeállítva
- Az első 40 év – Live! (2018)
- Beatrice 40: Aréna koncert (2019)

Egyéb felvételek
- Jóbarátom (1970) – fél kislemezoldal
- Tessék választani '77 (1977) – válogatásalbum, rajta a Gyere kislány, gyere
- Mire megy itt a játék (1980) – fél kislemezoldal
- Hamlet (1986) – Nagy Feró szólólemezén a Beatrice-tagság játszik

Videók
- Magyar vagyok (VHS, 1998)
- 30 éves jubileumi koncert (DVD, 2008)
- Beatrice 40: Aréna koncert (DVD, 2019)

Közreműködések
- A nemzeti dal ünnepe (Nemzeti válogatás – 2002)
- 100% blues (Bluesválogatás – 2003)
- A Rockalbum – A magyar rock 16 nagy pillanata (Rockválogatás – 2004)
- Feketebárányok koncert – 1980 (Koncertfelvétel – 2004)
- Bocskai Szabadegyetem színpada (trianoni emlékműsor CD-je)

## Zeneszámok
1. ↑  Gyere, kislány, gyere. YouTube
2. ↑  BEATRICE & MIKROLIED vokál - Gyáva Ádám (1977). YouTube
3. ↑  Fekete bárányok 1980 DVD Beatrice koncert részletek (P.Mobil Archívum). YouTube